# 이와모토역
이와모토역(일본어: 岩本駅, いわもとえき)은 일본 군마현 누마타시에 있는, 동일본 여객철도의 철도역이다. 조에쓰선이 지나간다.

## 역 구조
지상역으로, 승강장은 쌍단식 2면 2선 구조의 지상역이다. 양쪽 승강장은 과선교로 이어져 있다. 누마타역이 관리하는 무인역으로, 간이 개찰기에서 스이카 및 제휴 교통카드의 사용이 가능하다. 2번선은 원래 중간선이었다가 없어졌으며, 때문에 승강장 번호도 2번은 비워두고 있다.

### 승강장
| 1 | ■ 조에쓰선 | 시부카와 · 다카사키 방면 |
| 3 | ■ 조에쓰선 | 누마타 · 미나카미 방면   |

## 역세권 정보
- 운쇼 사 (雲昌寺) - 군마현 지정 천연기념물인 느티나무가 있다.
- 도쿄 전력 이와모토 발전소

## 역사
- 1924년 3월 31일 - 일본국유철도 조에쓰난 선의 역으로 개업했다.
- 1987년 4월 1일 - 민영화에 따라 동일본 여객철도의 소속이 되었다.
- 2009년 3월 14일 - 스이카의 사용이 가능해졌다.

## 인접역
| 동일본 여객철도 조에쓰선 | 동일본 여객철도 조에쓰선 | 동일본 여객철도 조에쓰선 |
| ------------------------ | ------------------------ | ------------------------ |
| 쓰쿠다 다카사키 방면     | ■ 보통                   | 누마타 미나카미 방면     |